# Městské opevnění (Rožmberk nad Vltavou)
Městské opevnění v Rožmberku nad Vltavou v okrese Český Krumlov je systém zlomkovitě dochovaných hradeb, které ve středověku chránily město. Torzo hradby je patrné na jižní straně města a je chráněno jako kulturní památka.

## Historie
Osídlení v podhradí rožmberského hradu je doloženo k roku 1262. Sídliště se přibližně na přelomu třináctého a čtrnáctého století transformovalo na městečko, které roku 1362 obdrželo od bratrů Jošta, Jindřicha, Jana a Petra z Rožmberka právo města Písku. Výstavba hradeb poté probíhala ve čtrnáctém století. Po roce 1456 městečko získal do zástavy Jan Popel z Lobkovic, který stál na straně krále Jiřího z Poděbrad. Roku 1467 proto Rožmberk neúspěšně dobýval Zdeněk Konopišťský ze Šternberka. Podruhé bylo město obléháno, a nakonec dobyto v roce 1469. Během pohraniční války roku 1478 město nejspíše dobyli Rakušané.

## Stavební podoba
Město Rožmberk leží na levém břehu Vltavy, která ho odděluje od sousedního Latránu a hradu. Písemné prameny však nejsou v rozlišování Latránu a města důsledné.

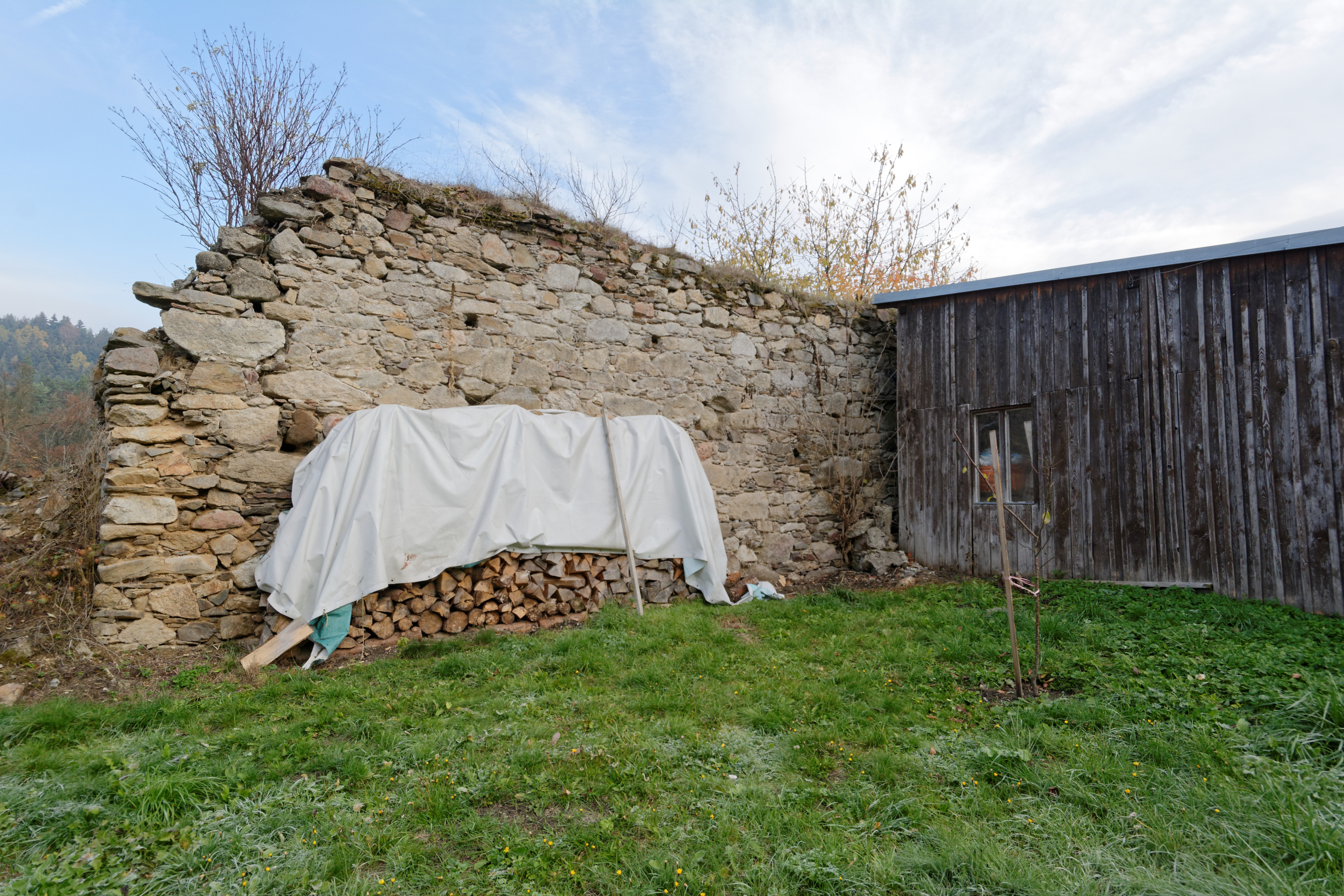
Hradba

Středověké město mělo přibližně trojúhelný půdorys a rozlohu asi 4,6 hektaru, přičemž terén klesá od jihu směrem k řece na severu. Opevnění se skládalo z hradby a vnějšího příkopu.  Zeď byla asi sedm metrů vysoká a přibližně 150 centimetrů široká. Podle schematického plánu z roku 1777 byla ukončena cimbuřím. Zda opevnění vedlo také podél řeky, není jisté, ale je možné, že tam zaniklo už před rokem 1777. Malba města z roku 1790 naznačuje, že alespoň východně od kostela Panny Marie hradba stála.
Do města se vcházelo trojicí bran, které stávaly přibližně ve vrcholech půdorysného trojúhelníka. Severní brána směřovala k mostu přes Vltavu, jihozápadní (u domu čp. 49) k Vyššímu Brodu a jihovýchodní (u domu čp. 119) k Hornímu Dvořišti. Brány byly zbořeny po roce 1827.